# Joachim Puchner
Joachim Puchner, född 25 september 1987, är en österrikisk alpin skidåkare. Han tävlar för klubben WSV St. Johann-Salzburg. Han tävlar på världscupnivå och debuterade 16 januari 2009 i Wengen, men körde ur .
Hans främsta resultat i världscupen är en andraplats som han tog i störtloppet i Lenzerheide den 16 mars 2011. Han har utöver detta två stycken tredjeplatser.